# توني لاسي
توني لاسي (بالإنجليزية: Tony Lacey)‏ (18 مارس 1944 بليك في المملكة المتحدة - ) هو مدرب كرة قدم ولاعب كرة قدم بريطاني في مركز الوسط. لعب مع بورت فايل وستوك سيتي ونادي روتشديل وستافورد رينجرز.

## وصلات خارجية
- توني لاسي على موقع قاعدة بيانات كرة القدم.إي يو (الإنجليزية)